# Neoliodidae
Neoliodidae (лат.) — семейство клещей, единственное в составе надсемейства Neoliodoidea Sellnick, 1928 из подотряда панцирных (Oribatida, Brachypylina). Около 50 видов.

## Описание
Длина тела от 1 до 2 мм. Широкие, сильно склеротизированные, несущие концентрические нимфальные экзувии, темноокрашенные с выпуклой дорсальной поверхностью. Дорсофрагмата и плеврофрагмата отсутствуют. Сегменты ног
с мешочками или брахитрахеями. Генитальные пластинки с поперечными сциссурами, с 7—8 парами щетинок. Преанальный орган с брахитрахеей или платитрахеей. Лирифиссура ian развита. Пальпальный эвпатидиум acm отделен от соленидиона; щетинка d присутствует на голенях и коленях, когда присутствует соответствующий соленидион. Голени ног с (у Platyliodes) или без ретротекта.
Предпочитают сухие ниши и населяют почву и опавшие листья под растительностью или встречаются на коре деревьев. Вид Neoliodes theleproctus (Hermann), распространённый в Южной Европе и Северной Африке, часто бывает древесным, как и виды Platyliodes и некоторые другие члены семейства. По крайней мере один представитель тропического рода Telioliodes, T. zikani (Sellnick), также предпочитает древесные среды обитания.

## Систематика
4 рода и 55 видов. Родство Neoliodoidea с другими Brachypylina неясно. Виды Hermanniellidae, наряду с родами Poroliodes и Platyliodes, имеют макропоры на нотогастре и мельчайшие мешочки, которые, по-видимому, являются органами дыхания, поэтому связь между группами возможна. Пористый орган, связанный с преанальным органом у Neoliodoidea, особенно велик, а у Poroliodes farinosus (Koch) это платитрахея (анальный мешок). Подобные пористые структуры как у Hermannielloidea, так и у Neoliodoidea обеспечивают предотвращение потери воды, защиту от хищников и получение ресурсов.
- Neoliodes Berlese, 1888
  - =Liodes Heyden, 1826 (nom. praeoc.)
  - =Udetaliodes Jacot, 1929
- Platyliodes Berlese, 1916
- Poroliodes Grandjean, 1934
- Teleioliodes Grandjean, 1934

## Палеонтология
Neoliodes brevitarsus (Woolley) был обнаружен в ископаемых отложениях Мексики (олигоцен-миоцен). Виды Platyliodes ensigerus Sellnick и Neoliodes quadrisetatus (Sellnick) были обнаружены в балтийском янтаре (эоцен).